# Konrad Kunze

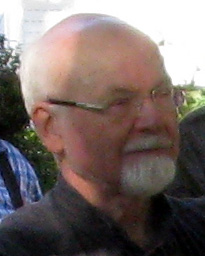
Konrad Kunze, 2013

Konrad Kunze (* 17. Mai 1939 in Titisee-Neustadt in Baden-Württemberg) ist ein deutscher Literatur- und Sprachwissenschaftler. Er lehrte bis zu seiner Pensionierung 2004 an der Universität Freiburg, zwischenzeitlich auch an den Universitäten Eichstätt, Jena, Innsbruck und Mainz. Seine Hauptforschungsgebiete sind deutsche und lateinische Literatur des Mittelalters, Legenden- und Heiligenforschung, Ikonographie, Sprachgeschichte, Dialektologie und Namenforschung.
Der Schauspieler, Regisseur und Autor Konradin Kunze (* 1977) ist ein Sohn von Konrad Kunze.

## Laufbahn
Nach dem Abitur 1958 am Fürstenberg-Gymnasium Donaueschingen studierte Kunze an den Universitäten Freiburg, Innsbruck und Würzburg Latein, Germanistik und katholische Theologie. In Freiburg wurde er 1966 mit einer Dissertation zum Thema Texte und Studien zur Legende der heiligen Maria Aegyptiaca im deutschen Sprachgebiet promoviert. Ab 1966 war er Assistent am Institut für Geschichtliche Landeskunde der Universität Freiburg, von 1966 bis 1969  zudem Mitarbeiter am Projekt „Bibliotheca Sanctorum“ der päpstlichen Lateranuniversität in Rom. Seit 1970 war er Akademischer Oberrat am Deutschen Seminar der Universität Freiburg, seit 1992 außerplanmäßiger Professor. 1973 bis 1983 leitete er das Projekt „Deutsche Hagiographie“ bei der Würzburger Forschergruppe „Prosa des deutschen Mittelalters“. An der Universität Würzburg  habilitierte er sich 1983 mit einer Arbeit über das „Sondergut der elsässischen Legenda Aurea“. Kunze ist Initiator und zusammen mit Damaris Nübling von Deutschen Institut der Universität Mainz Herausgeber des Deutschen Familiennamenatlas (2009–2018).

## Öffentliches Wirken
Der von Kunze verfasste dtv-Atlas Namenkunde und sein Buch Himmel in Stein – Das Freiburger Münster. Vom Sinn mittelalterlicher Kirchenbauten haben viele Auflagen und weite Verbreitung auch außerhalb der Fachwelt erfahren. Seit 2003 betreut Kunze eine wöchentliche Rubrik zur Namenkunde im SWR4, in der Hörer Herkunft und Bedeutung ihres Namens erfragen können. Er ist in den öffentlichen Medien und Bildungswerken mit zahlreichen Beiträgen zur Sprach- und Kulturgeschichte Südwestdeutschlands präsent.

## Ehrungen
- Landes-Lehrpreis Baden-Württemberg 1994
- Festschrift „Studien zur deutschen Sprache und Literatur“ zum 65. Geburtstag, hg. von V. Bok, W. und U. Williams, Hamburg   2004
- Zum 70. Geburtstag gewidmet: „Familiennamengeographie. Ergebnisse und Perspektiven europäischer Forschung“, hg. von R. Heuser, D. Nübling, M. Schmuck, Berlin/New York 2011
- Zum 75. Geburtstag gewidmet: „Heiligenverehrung und Namengebung“, hg. von K. Dräger, F. Fahlbusch, D. Nübling, Berlin/Boston 2016

## Schriften (Auswahl)
- Studien zur Legende der heiligen Maria Aegyptiaca im deutschen Sprachgebiet (= Philologische Studien und Quellen. Heft 49, ISSN 0554-0674). Schmidt, Berlin 1969.
- mit Hans Fromm, Kurt Gärtner, Klaus Grubmüller (Hrsg.): Konrad von Fussesbrunnen: Die Kindheit Jesu (= Litterae. Band 42). Ausgewählte Abbildungen zur gesamten handschriftlichen Überlieferung. Kümmerle, Göppingen 1977, ISBN 3-87452-331-4.
- als Hrsg.: Die Legende der Heiligen Maria Aegyptiaca. Ein Beispiel hagiographischer Überlieferung in 16 unveröffentlichten deutschen, niederländischen und lateinischen Fassungen (= Texte des späten Mittelalters und der frühen Neuzeit. Band 28). Schmidt, Berlin 1978, ISBN 3-503-00582-X.
- mit Wolfgang Kleiber, Heinrich Löffler: Historischer südwestdeutscher Sprachatlas. Aufgrund von Urbaren des 13. – 15. Jahrhunderts (= Bibliotheca Germanica. Band 22A–22B). 2 Bände (Band 1, Text: Einleitung, Kommentar und Dokumentationen. Band 2, Karten: Einführung, Haupttonvokalismus, Nebentonvokalismus, Konsonantismus.) In Weiterführung der im Institut für Geschichtliche Landeskunde Freiburg unter Leitung von Friedrich Maurer geschaffenen Grundlagen. Francke, Bern/München 1979, ISBN 3-7720-1440-2.
- Himmel in Stein. Das Freiburger Münster. Vom Sinn mittelalterlicher Kirchenbauten. Herder, Freiburg (Breisgau) u. a. 1980, ISBN 3-451-18279-3 (15. Auflage der Gesamtausgabe. ebenda 2021, ISBN 978-3-451-29254-5).
- Die Elsässische „Legenda aurea“. Band 2: Das Sondergut (= Texte und Textgeschichte. Band 10). Niemeyer, Tübingen 1983, ISBN 3-484-36010-0.
- Neue Ansätze zur Erfassung spätmittelalterlicher Sprachvarianz. In: Kurt Ruh, Hans-Jürgen Stahl (Hrsg.): Überlieferungsgeschichtliche Prosaforschung. Beiträge der Würzburger Forschergruppe zur Methode und Auswertung (= Texte und Textgeschichte. Band 19). Tübingen 1985, S. 157–200.
- als Hrsg. mit Johannes G. Mayer und Bernhard Schnell: Überlieferungsgeschichtliche Editionen und Studien zur deutschen Literatur des Mittelalters. Festschrift Kurt Ruh. Tübingen 1989 (= Texte und Textgeschichte. Würzburger Forschungen. Band 31).
- mit Hubert Klausmann, Renate Schrambke: Kleiner Dialektatlas. Alemannisch und Schwäbisch in Baden-Württemberg (= Themen der Landeskunde. Heft 6). Konkordia-Verlag, Bühl/Baden 1993, ISBN 3-7826-0166-1 (3., durchgesehene und ergänzte Auflage, ebenda 1997).
- dtv-Atlas Namenkunde. Vor- und Familiennamen im deutschen Sprachgebiet (= dtv. Band 3234). Deutscher Taschenbuch-Verlag, München 1998, ISBN 3-423-03234-0 (5., durchgesehene und korrigierte Auflage. (= dtv. Band 3266 in der Reihe „dtv-Atlas“)), ebenda 2004, ISBN 3-423-03266-9.
- Atlas Namenkunde. Vor- und Familiennamen im deutschen Sprachgebiet (= Digitale Bibliothek. Band 124). Digitale Version. Directmedia-Publishing, Berlin 2005, ISBN 3-89853-524-X.
- mit Damaris Nübling: Deutscher Familiennamenatlas. Band 1–7. Berlin/New York 2009–2018.
- mit Damaris Nübling: Kleiner Deutscher Familiennamenatlas. Entstehung, Gebrauch, Verbreitung und Bedeutung der Familiennamen. Berlin/Boston 2023.
- Vornamengeographie. Konturen eines neuen Forschungsfeldes. In: Beiträge zur Namenforschung 53, 2018, S. 375–445.
- Schreibvarianten deutscher Vornamen im 20. Jahrhundert. Zur Statistik und räumlichen Verteilung. In: Beiträge zur Namenforschung 59, 2024, Ausgabe 3–4, S. 265–300. (Digitalisat)

Mitarbeit an:
- Flurnamenbuch Baden-Württemberg. Stuttgart 1993.
- Topographische Karte 1:25000. Landesvermessungsamt Baden-Württemberg, Neuausgabe 1980–1997.
- Bibliotheca Sanctorum. Università Lateranense, Rom 1961–1969.
- Lexikon der christlichen Ikonographie. Rom/Freiburg 1970–1976.
- Die deutsche Literatur des Mittelalters. Verfasserlexikon. Berlin/New York 1978–2005.
- Lexikon des Mittelalters. München/Zürich 1980–1999.
- Enzyklopädie des Märchens. Berlin/New York 1975 ff.
- Dictionnaire de spiritualité ascétique et mystique. Paris 1932–2002.
- Reallexikon der deutschen Literaturwissenschaft. Berlin/New York 1997 ff.